# Kateryna Biłokur
Kateryna Wasyliwna Biłokur (Катерина Василівна Білокур; ur. 24 listopada?/7 grudnia 1900 w Bohdaniwce, zm. 9/10 czerwca 1960 tamże) – ukraińska malarka.

## Życiorys
Urodziła się we wsi Bohdaniwka w centralnej Ukrainie, położonej około 100 kilometrów od Kijowa. Pochodziła z rodziny chłopskiej, nie uczęszczała nigdy do szkoły i nie odebrała profesjonalnej edukacji artystycznej. Zaczęła rysować w wieku 6 lat, wykorzystując do tego samodzielnie wykonywane farby. Pragnienie uprawiania sztuki, zderzone z ówczesnymi oczekiwaniami społecznymi i kulturowymi wobec kobiet, sprawiło, że rodzice Biłokur nie pochwalali jej pasji i zabraniali jej malować. Pozwolili jej poświęcić się uprawianiu sztuki dopiero, gdy ta zagroziła odebraniem sobie życia. W wieku 20 lat aplikowała do Szkoły Ceramicznej w Mirhorodzie, jednak jej kandydatura została odrzucona ze względu na brak podstawowego wykształcenia. Świadomie podjęła decyzję o tym, by nigdy nie założyć rodziny i w pełni poświęcić się malarstwu. Całe życie spędziła w Bohdaniwce w domu pozbawionym elektryczności.
Przełomowy w jej życiu był rok 1940. Wtedy ponoć Biłokur, usłyszawszy w radiu piosenkę Na łące kalina, postanowiła wysłać jej wykonawczyni – ukraińskiej piosenkarce Oksanie Petruszenko – list z obrazkiem swojego autorstwa przedstawiającym tę roślinę. Petruszenko, poruszona twórczością Biłokur, miała polecić odnalezienie artystki. Poskutkowało to zorganizowaniem pierwszej wystawy twórczości Biłokur, która odbyła się w tym samym roku w Domu Twórczości Ludowej w Połtawie (wszystkie prace tam prezentowane zostały zniszczone w trakcie II wojny światowej). W późniejszym czasie zorganizowano także jej wystawy w Kijowie czy Moskwie. W 1954 roku trzy obrazy jej autorstwa prezentowano na Międzynarodowej Wystawie w Paryżu, gdzie miał je docenić Pablo Picasso. Zbiór jej obrazów znalazł się między innymi w kolekcji Muzeum Narodowego Ukraińskiej Sztuki Ludowej.
W 1956 roku nadano jej tytuł Ludowej Artystki Ukrainy i przyjęto ją do Związku Artystów Plastyków. Zmarła w 1960 roku. 
Oksana Zabużko przejmująco opisała tragiczne aspekty życia Kateryny Biłokur w sowieckich realiach.

## Twórczość

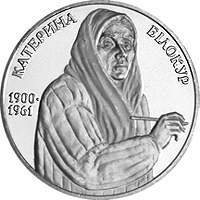
Pamiątkowa moneta z podobizną Kateryny Bilokur, wydana przez Narodowy Bank Ukrainy

Pierwsze prace Biłokur, wykonywane w latach 20. i pierwszej połowie lat 30. XX wieku, przedstawiały przede wszystkim portrety jej rodziny i mieszkańców wsi, które artystka wykonywała węglem lub przy użyciu własnoręcznie wykonanych farb (soki z owoców i warzyw, ekstrakty z ziół). W drugiej połowie lat 30. XX wieku artystka zwróciła się ku martwej naturze. Witalność, szczegółowość i harmonijne barwy jej obrazów z tamtego okresu stały się cechami charakterystycznymi jej późniejszej twórczości. Na początku lat 40., ze względu na trwającą II wojnę światową i okupację, Biłokur ukończyła zaledwie dwa obrazy. Artystka powróciła do tworzenia po zakończeniu II wojny światowej, kontynuując wykonywanie martwych natur. Rozkwit jej twórczości przypadł na lata 50. XX wieku – ostatnią dekadę życia artystki. Obrazy z tego okresu charakteryzują się użyciem kolorów podstawowych, wiernym i szczegółowym odtworzeniem wyglądu ukazanych roślin i przedmiotów oraz subtelnym światłocieniem. Wtedy także Biłokur po raz pierwszy wykonała akwarele. Artystka tworzyła niemalże do samego końca swojego życia – jej ostatnie prace datowane są na rok 1960. 

Martwe natury tworzone przez Biłokur były skomplikowanymi kompozycjami złożonymi z kwiatów i owoców, których detale artystka odtwarzała w sposób realistyczny i niezwykle misterny. Nie chcąc zrywać roślin, Biłokur pracowała w plenerze, nierzadko tworząc swoje kompozycje przez okres kilku miesięcy, by przedstawić na nich zarówno rośliny wiosenne, jak i jesienne. Twórczość Biłokur, chociaż powierzchownie postrzegana jako prosta i zaliczana do nurtu sztuki nieprofesjonalnej, naiwnej czy prymitywnej, w istocie przywodzić może na myśl barokowe holenderskie martwe natury, sugerując także wanitatywny charakter tworzonych przez nią obrazów. W 1940 roku Biłokur odbyła podróż do Moskwy, gdzie odwiedziła Państwowe Muzeum Sztuki im. Puszkina i, jak sugeruje Tetiana Żmurko, miała okazję zapoznać się z holenderskimi martwymi naturami znajdującymi się w kolekcji muzeum. 

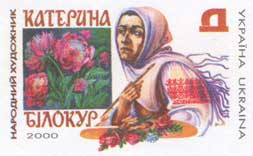
Ukraiński znaczek pocztowy przedstawiający Katerynę Biłokur

W okresie ZSRR Biłokur, jako jedna z artystek przypisanych do szeroko rozumianej sztuki ludowej, postrzegana była jako twórczyni strzegąca ukraińskich kodów kulturowych i uosabiająca ducha lokalnej przyrody, co sprawiało, że jej twórczość nie była poddawana rzetelnej krytyce artystycznej i analizie. Stosunek do sztuki Biłokur był pokłosiem procesu poszukiwania ukraińskiej tożsamości narodowej w XX wieku i towarzyszącego mu poglądowi głoszącemu, że to właśnie sztuka ludowa uosabiać miała kulturową odrębność narodową Ukraińców. Tetiana Żmurko zwraca uwagę, że twórczość zarówno Biłokur, jak i Marii Prymaczenko – innej prominentnej ukraińskiej artystki ludowej tego okresu – w radzieckiej historii sztuki przedstawiane były jako powierzchownie optymistyczne, „zrozumiałe dla ludu, stworzone po to, by dawać mu radość i dobro”. Jednakże nadana twórczości Biłokur etykieta „sztuki naiwnej” sprawiła, że mogła ona funkcjonować poza obowiązującym wówczas socrealizmem. 
W 2008 roku Biłokur została umieszczona w gronie stu Wielkich Ukraińców. W 2015 roku Arsenał Mystecki w Kijowie zorganizował monograficzną wystawę Biłokur – pierwszą po upadku ZSRR – na której zaprezentowano prawie 100 dzieł artystki, w tym obrazy olejne, rysunki i szkice pochodzące z kolekcji czołowych muzeów ukraińskich. W 2020 roku, w 120. rocznicę urodzin Biłokur, opublikowano Google Doodle upamiętniający artystkę.

## Wybrane prace
- Portret siostrzenic, 1937–1939[12]
- Portret Nadii Biłokur, 1941[13]
- Kwiaty i orzechy, 1948[14]
- Kołchozowe pole, 1948–1949[15]
- Śniadanie, 1950[16]
- Martwa natura z arbuzem i marchewką, 1950/1951[17]
- Martwa natura z dzbanem, 1958–1959[18]
- Martwa natura z burakiem, 1959[19]